# Shin Kong Life Tower
De Shin Kong Life Tower is een wolkenkrabber in Taipei, Taiwan. De bouw van de kantoortoren, die staat aan 66 Zhongxiao West Road, begon in 1989 en werd in 1993 voltooid. In december 1993 werd het geopend. Het was tot de voltooiing van de Tuntex Sky Tower in 1997 het hoogste gebouw van het land.

## Geschiedenis
Het stuk grond van 10.000 vierkante meter, waarop het gebouw staat, was vroeger eigendom van vier verschillende bedrijven. In 1981 begonnen de onderhandelingen om daar twee aparte gebouwen neer te zetten. Zij konden het echter niet eens worden en in 1985 werd de grond gekocht door twee van de oorspronkelijke vier bedrijven.
Asiaworld International Group kreeg de oostelijke helft, Shin Kong Life Insurance Co. de westelijke. Asiaworld International bouwde op zijn helft een warenhuis van 27 verdiepingen, dat in 1990 werd opende. Shin Kong Life nam de Kaku Morin Group aan om op de westelijke helft een combinatie van een warenhuis en een kantoortoren te bouwen.

## Ontwerp
De Shin Kong Lifte Tower is 244,76 meter hoog en bevat naast 51 bovengrondse, ook 7 ondergrondse verdiepingen. Doordat het gebouw aan de voorzijde 31 meter terugwijkt van de straat, biedt het plaats aan een plaza van 1.170 vierkante meter. Aan de andere zijdes wijkt het gebouw ook terug om ruimte te maken voor voetpaden.
Omdat het warenhuis grotere verdiepingen nodig had dan de kantoorruimte, kreeg het gebouw een toren boven op een dikkere basis. Doordat volgens de regels voor hoogbouw maar 60% van het totale landoppervlakte mag worden bebouwd, hebben de onderste verdiepingen een grootte van ongeveer 3.000 vierkante meter. Het gebouw is door Kaku Morin in modernistische stijl ontworpen.